# Ledňáček větší
Ledňáček větší (Alcedo hercules) je pták obývající jižní a jihovýchodní Asii. Vyskytuje se v blízkosti řek a potoků ve stálezelených lesích, živí se rybami a hmyzem. Hloubí si nory v březích, v období od března do června klade samička čtyři až šest vajec, která inkubují oba rodiče. Dosahuje délky 22 cm a je tak největším zástupcem rodu Alcedo. Zobák je černý, hlava a hřbet kobaltově modré, hrdlo bílé a hruď a břicho světle rezavé.
Druh objevil v roce 1845 Edward Blyth a nazval ho Alcedo grandis, v roce 1917 mu dal Alfred Laubmann současné jméno. Vzhledem k odlesňování a znečišťování vodních toků je klasifikován jako téměř ohrožený taxon.